# Obliques enrubannées
Obliques enrubannées est une œuvre de l'artiste français Hervé Mathieu-Bachelot située à Paris, en France. Créée en 1985, elle est installée à l'intérieur de la station de métro Châtelet. Il s'agit d'une fresque qui orne les murs d'un couloir de la station.

## Description
L'œuvre prend la forme d'une fresque ornant les deux côtés d'un couloir de correspondance de la station. Elle est essentiellement composée d'obliques, formées des carreaux de céramique typique du métro parisien, mais inclinés et peints en bandes alternativement bleues, jaunes et rouges.
Vers le milieu de la fresque, sur l'un des côtés, les bandes se tordent et s'entortillent.

## Localisation
L'œuvre est installée dans la station Châtelet, sur les murs du couloir de correspondance permettant de relier les lignes 7 et 11 aux lignes 1, 4 et 14.

## Artiste
Hervé Mathieu-Bachelot (né en 1945) est un artiste français. Conseiller artistique de la RATP, il a réalisé plusieurs fresques ornant certaines stations de celle-ci.